# Kurt Spönemann
Kurt Spönemann (* 5. März 1922 in Minden; † 29. November 2007 in Saarbrücken) war ein deutscher Jurist und Verbandsfunktionär.

## Leben
Nach dem Studium der Rechts- und Staatswissenschaften an der Georg-August-Universität Göttingen und der Universität zu Köln war Kurt Schönemann von 1964 bis 1988 als Rechtsanwalt in Saarbrücken tätig. In dieser Zeit war er Hauptgeschäftsführer des Gesamtverbandes des deutschen Steinkohlebergbaus in Essen. Daneben war er geschäftsführendes Vorstandsmitglied des Unternehmensverbandes Saarbergbau in Saarbrücken. 
Er war mit Anneliese Rauhut (1926–2019) verheiratet, mit der er drei Söhne hatte. 

### Öffentliche Ämter
- Vorstandsmitglied in der Bundesknappschaft
- Vorstandsmitglied in der Bergbau-Berufsgenossenschaft
- Mitglied im Verwaltungsrat der Bundesanstalt für Arbeit
- Vom 18. Juli 1975 bis 28. Juli 1989 Mitglied im Sozialbeirat der Bundesregierung[1]

### Publikationen
1974 Der Beitrag der Steinkohle zur künftigen Energieversorgung der Bundesrepublik, in: GLÜCKAUF 1974 S. 102 bis 106

### Auszeichnungen
Bundesverdienstkreuz 1. Klasse